# سامسونج جالكسي إي 7
سامسونج جالكسي E7 (بالإنجليزية: Samsung Galaxy E7)‏ هو هاتف ذكي يعمل بنظام أندرويد، أنتجته شركة سامسونج في فبراير من عام 2015.

## المواصفات

### الشاشة
شاشة الجهاز بقياس 5.5 بوصات ودقة عرض 720×1280 بكسل وبكثافة 267 بكسل في البوصة الواحدة، أما تقنية العرض فهي سوبر أموليد، وتدعم الشاشة تقنية اللمس المتعدد، ولدى الشاشة أجهزة لقياس الإضاءة والتسارع والبعد.

### نظام التشغيل والمعالجة والذاكرة
نظام التشغيل في الجهاز هو أندرويد من الإصدار 4.4 (كيتكات)، أما المعالج فهو من نوع كوالكوم بسرعة 1.2 جيجاهرتز رباعي النوى، ومعالج الرسوميات هو أدرينو 306. الذاكرة الداخلية للجهاز بسعة 16 جيجابايت، أما ذاكرة الرام فبسعة 2 جيجابايت، ويمكن للجهاز استقبال ذاكرة خارجية بسعة 64 جيجابايت.

### الكاميرا
الكاميرا الخلفية بدقة 13 ميجابكسل، مع فلاش LED ودقة تصوير الفيديو 1080 بكسل (Full HD)، أما الكاميرا الأمامية فبدقة 5 ميجابكسل ودقة تصوير الفيديو فيها 1080 بكسل، ميزات للكاميرا: التركيز الآلي، وتحديد الوجه، والتصوير البانورامي.

### الصوتيات
نظام الوسائط في الجهاز هو Android media player، ويمكن للجهاز استقبال ملفات بصيغة: إم بي 3 وMP4 وOGG وWAV، والجهاز قادر على تسجيل الأصوات.

### الإنترنت
متصفح الإنترنت هو Android Browser، إضافة إلى وجود تقنية واي فاي مع ميزة الواي فاي ثنائي الحزمة، ومن تقنيات التراسل: POP3 وMMS.

### الاتصال
جيل الاتصالات في الجهاز هو الثالث والنصف، ويمكن للجهاز الاتصال هاتفيا بطريقة الفيديو، والبلوتوث من الإصدار الرابع، أما اليو إس بي فمن الإصدار الثاني.

### جسم الجهاز
أبعاد الجهاز هي: 7.3 مليمتر سمكا، و77.2 مليمتر عرضا، و151 مليمتر طولا. كتلة الجهاز 141 غرام وهو مغلف بطبقة من زجاج غوريلا من الإصدار الرابع.

### باقي المواصفات
مدخل سماعة الرأس قطره 3.5 مليمتر، ويمكن للجهاز تشغيل راديو إف إم وبطارية الجهاز غير قابلة للنزع بسعة 2950 ملي أمبير.